# Lavault-Sainte-Anne
Lavault-Sainte-Anne é uma comuna francesa na região administrativa de Auvérnia-Ródano-Alpes, no departamento Allier. Estende-se por uma área de 9,05 km². Em 2010 a comuna tinha 1 192 habitantes (densidade: 131,7 hab./km²).